# 凱瑟琳 (佛羅里達州)
凱瑟琳（英語：Kathleen）是位於美國佛羅里達州波爾克縣的一個人口普查指定地區。

## 地理
凱瑟琳的座標為28°07′17″N 82°01′35″W / 28.12139°N 82.02639°W，而該地最高點為海拔高度44米（即144英尺）。

## 人口
根據2010年美國人口普查的數據，凱瑟琳的面積為8.60平方千米，當中陸地面積為8.60平方千米，而水域面積為0.00平方千米。當地共有人口3280人，而人口密度為每平方千米381人。